# Filač
Filač je priimek v Sloveniji, ki ga je po podatkih Statističnega urada Republike Slovenije na dan 1. januarja 2010 uporabljalo 36 oseb in je med vsemi priimki po pogostosti uporabe uvrščen na 9.287. mesto.

## Znani nosilci priimka
- Borut Filač, psihiater
- Gaja Filač (*1998), igralka
- Vilko Filač (1950-2008), filmski snemalec